# Gabriel Mureșan
Pour les articles homonymes, voir Mureșan.
Gabriel Stelian Mureșan, né le 13 février 1982 à Sighișoara, est un ancien footballeur international roumain qui évoluait au poste de milieu de terrain.

## Biographie

### En club
Gabriel Mureșan évolue en Roumanie et en Russie. Il évolue principalement en faveur du CFR Cluj, club où il joue pendant six saisons.
Il dispute 260 matchs en première division roumaine, inscrivant 38 buts, et 21 matchs en première division russe, sans marquer de buts.
Il réalise sa meilleure performance dans le championnat roumain lors de la saison 2006-2007, où il inscrit huit buts avec le Gloria Bistrița. Il est l'auteur de trois doublés dans ce championnat : deux avec Cluj, et un autre avec l'ASA Târgu Mureș. Il inscrit son premier doublé le 26 mars 2012, lors de la réception de l'Oţelul Galaţi (victoire 2-0). Il marque son deuxième doublé le 29 septembre 2012, lors de la réception du Gloria Bistrita (large victoire 5-1). Son dernier doublé intervient le 6 mars 2015, lors de la réception du Dinamo Bucarest (victoire 2-1).
Il participe à la phase de groupe de la Ligue des champions en 2008, 2010 et 2012, pour un total de 13 matchs disputés. Il participe également à la phase de groupe de la Ligue Europa en 2009 (quatre matchs joués).
Son palmarès est constitué de trois titres de champion de Roumanie, et trois Coupes de Roumanie.

### En équipe nationale
Gabriel Mureșan reçoit neuf sélections en équipe de Roumanie entre 2007 et 2011, sans inscrire de but.
Il obtient sa première sélection en équipe de Roumanie le 2 juin 2007, lors d'un match qualificatif pour l'Euro 2008 face à la Slovénie, qui se solde par une victoire 1-2 à Celje. 
Sa deuxième sélection a lieu le 11 octobre 2008, lors d'un match des éliminatoires pour la Coupe du monde 2010, face à la France à Constanța (score final : 2-2).
Il joue ensuite trois rencontres rentrant dans le cadre des éliminatoires de l'Euro 2012, contre l'Albanie, le Luxembourg, et la Bosnie-Herzégovine, avec pour bilan deux victoires et un nul. Il se met en évidence  lors de ces éliminatoires en délivrant deux passes décisives, contre l'Albanie et le Luxembourg.
Le 12 juin 2011, il officie comme capitaine lors d'une rencontre amicale face au Paraguay (défaite 2-0 à Asuncion). Il reçoit sa dernière sélection le 10 août 2011, en amical contre Saint-Marin (victoire 0-1 à Serravalle).

## Palmarès

### Club
CFR Cluj
- Champion de Roumanie en 2008, 2010 et 2012
- Vainqueur de la Coupe de Roumanie en 2008, 2009 et 2010
- Vainqueur de la Supercoupe de Roumanie en 2009 et 2010

ASA Târgu Mureș
- Vice-champion de Roumanie en 2015
- Vainqueur de la Supercoupe de Roumanie en 2015